# Place de Barcelone (Tunis)
Pour les articles homonymes, voir Place de Barcelone.
La place de Barcelone (arabe : ساحة برشلونة) est une place du centre de la ville de Tunis, capitale de la Tunisie.

## Situation et accès
La place est entourée par les rues de Belgique et Ali-Darghouth. Les rues qui convergent vers la place sont les rues de Hollande, de Koufa, de Grèce, Ali-Darghouth, d'Angleterre, d'Espagne, ainsi que l'avenue Farhat-Hached.
Elle se situe non loin des ambassades de France, d'Italie et de la place Mongi-Bali.

## Historique
En 2008, le directeur central des grands projets de la Société des transports de Tunis (Transtu) annonce qu'elle va lancer un projet de réaménagement d'une valeur globale de 27,3 millions de dinars. Il doit créer une station de bus souterraine, la globalité de la place étant alors dédiée au métro ; une amélioration du trafic dans les rues et avenues avoisinantes est également attendue.

## Bâtiments remarquables et lieux de mémoire
Elle abrite un important pôle de transport urbain, avec le métro léger de Tunis, de nombreuses lignes de bus, la gare de Tunis gérée par la Société nationale des chemins de fer tunisiens et un jardin public. En 2011, il est le lieu de plusieurs manifestations,.

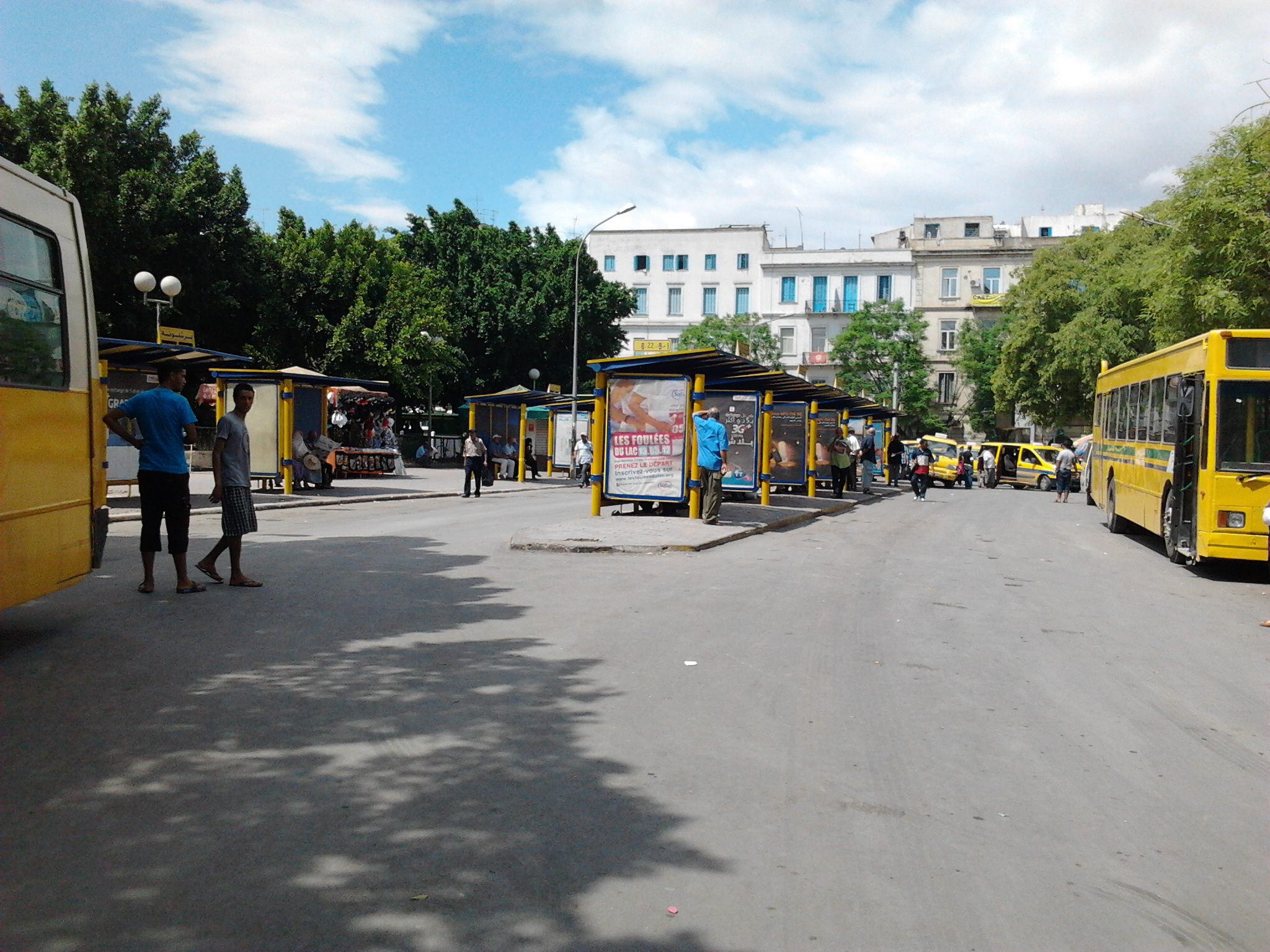
Station de bus et véhicules appartenant à la Transtu
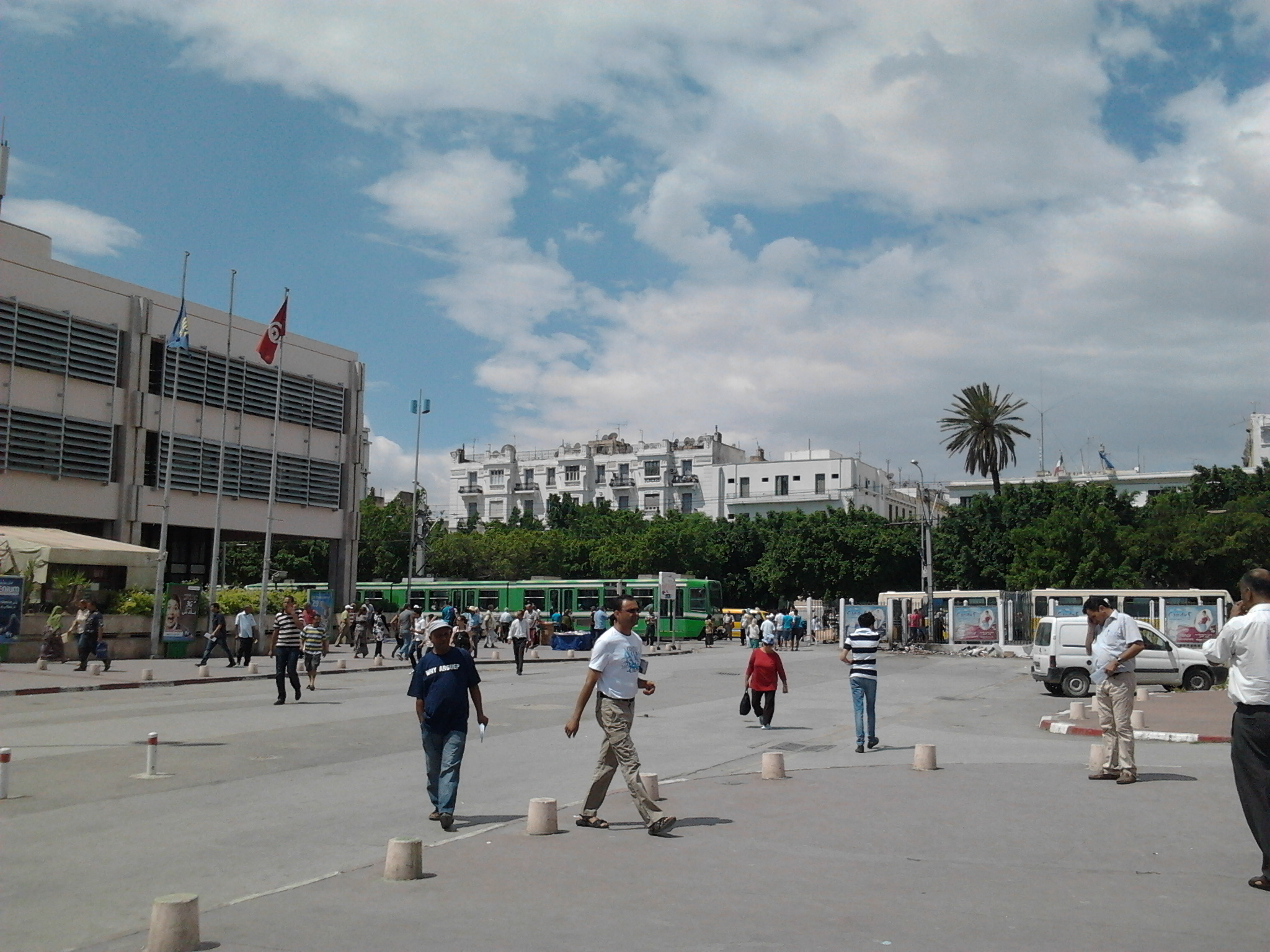
Parking de la gare avec, au fond, la place Mongi-Bali
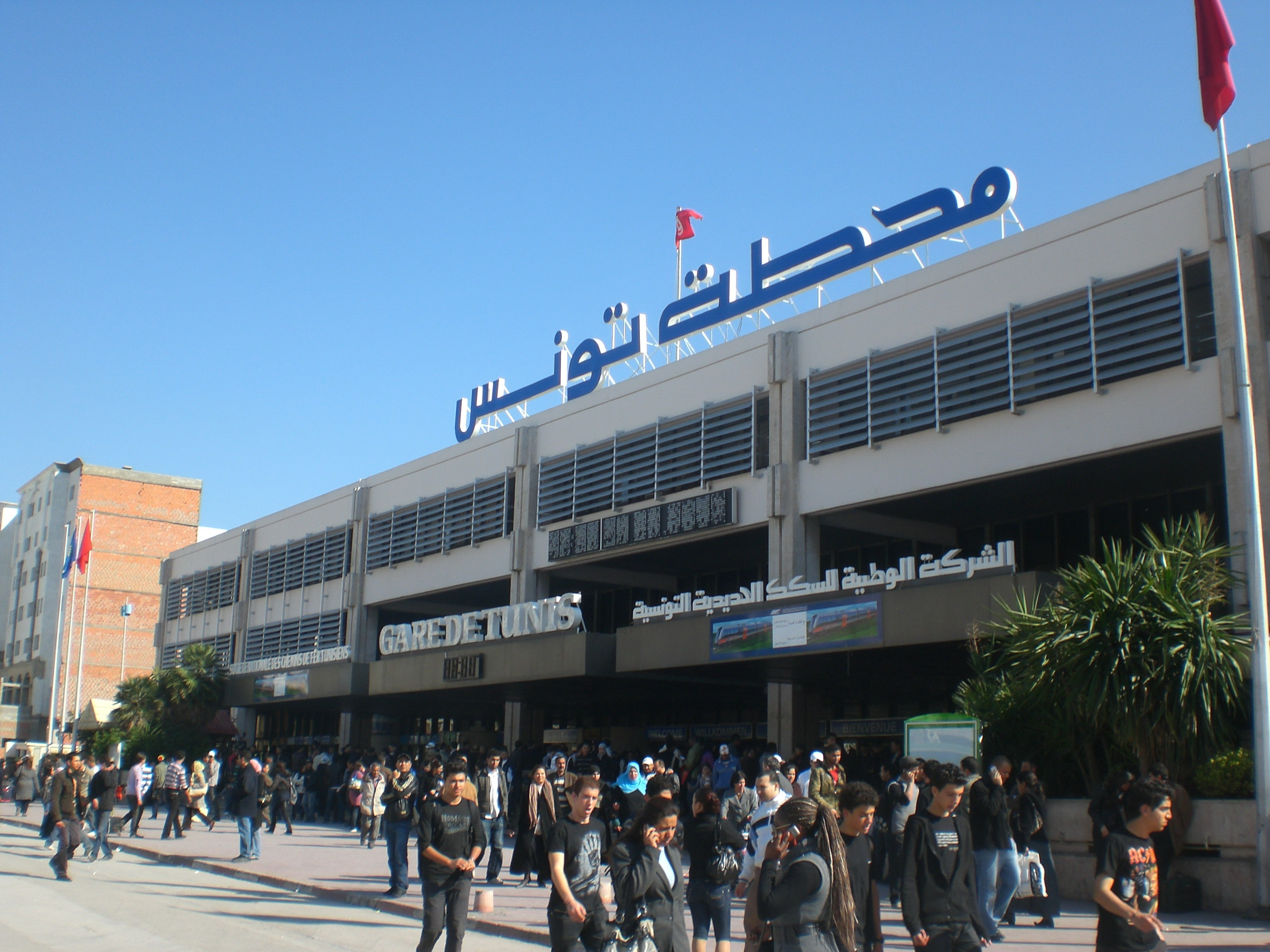
Façade de la gare
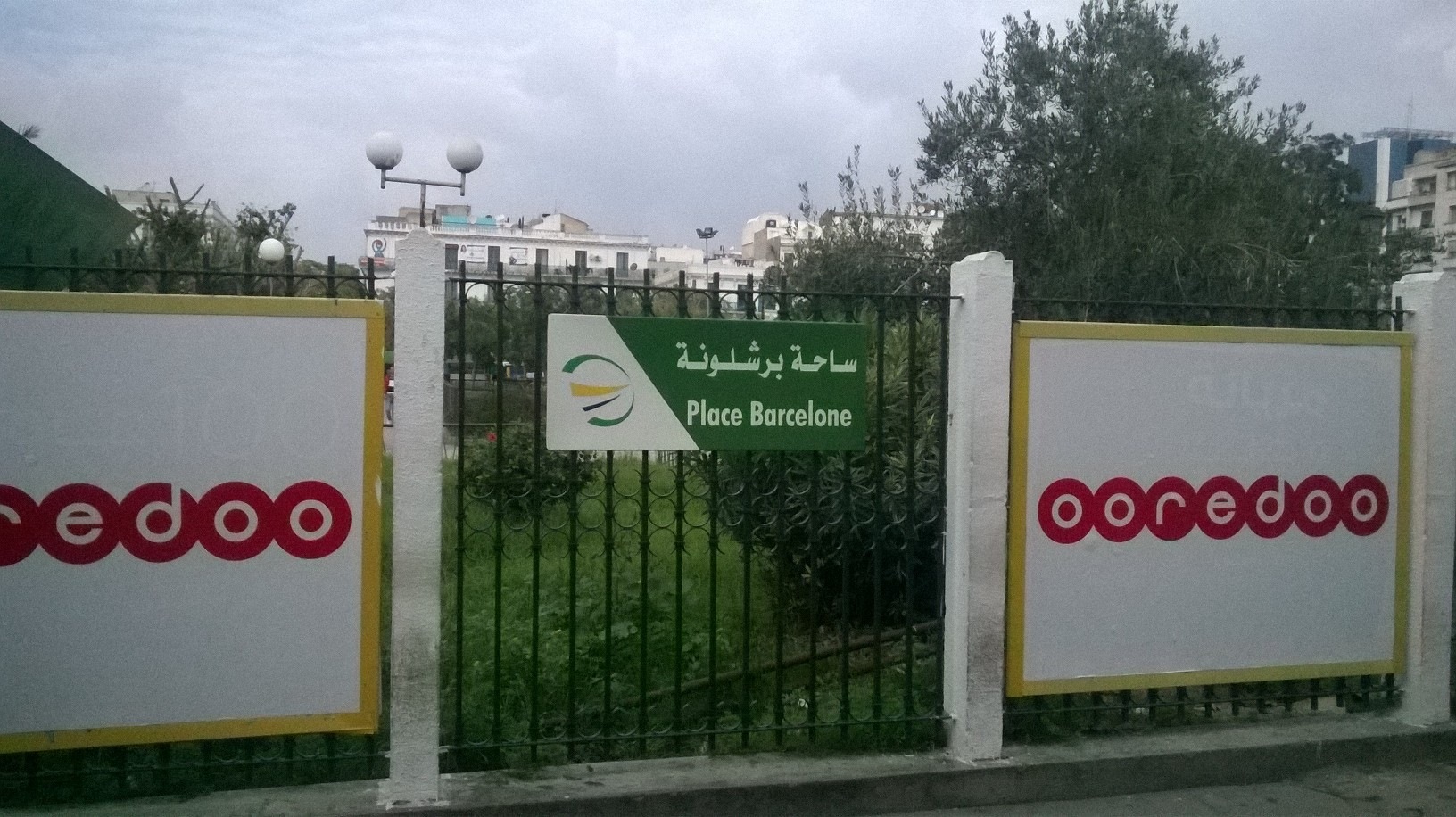
Plaque indiquant la station du métro : place de Barcelone
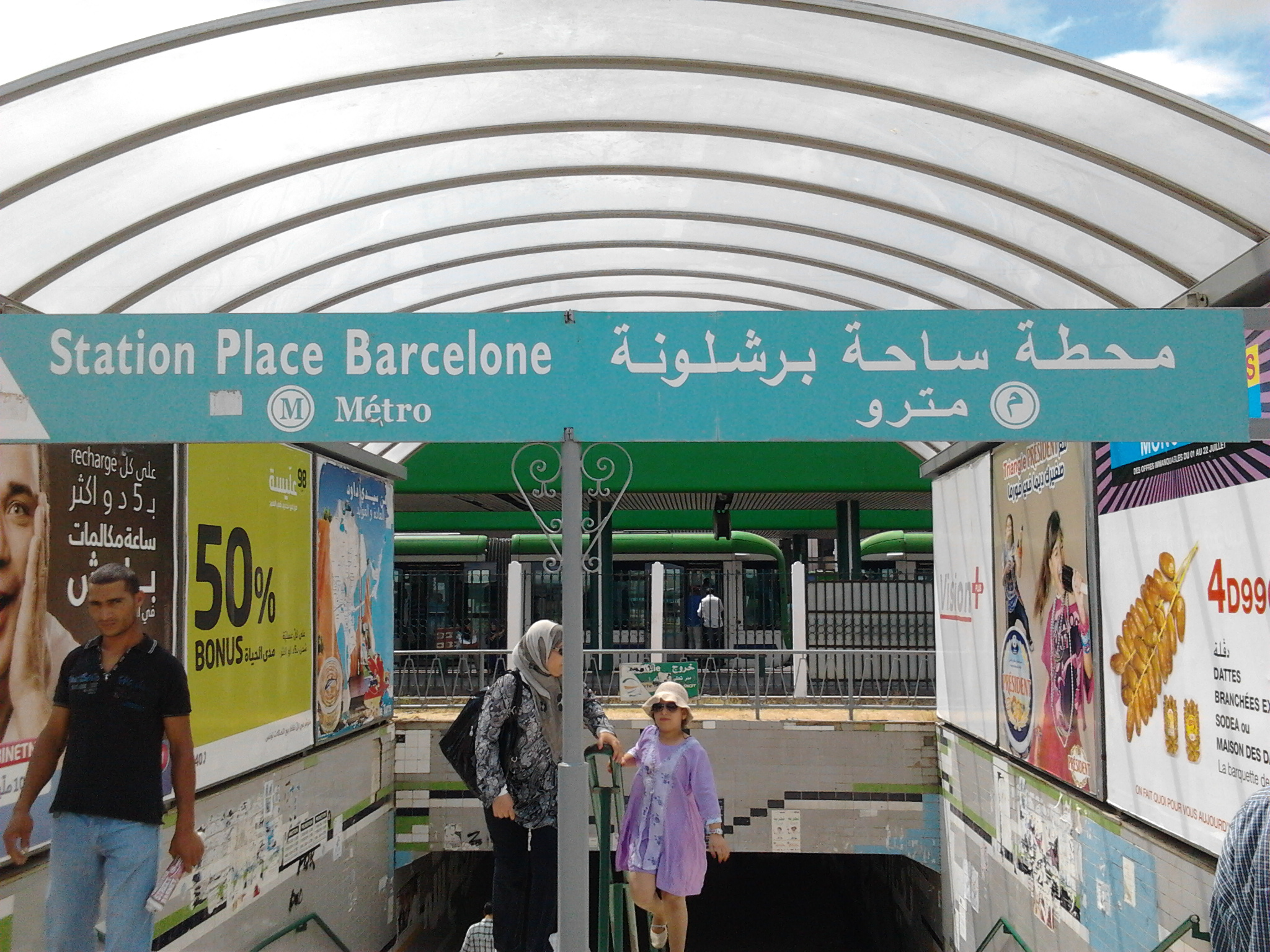
Entrée de la station de métro
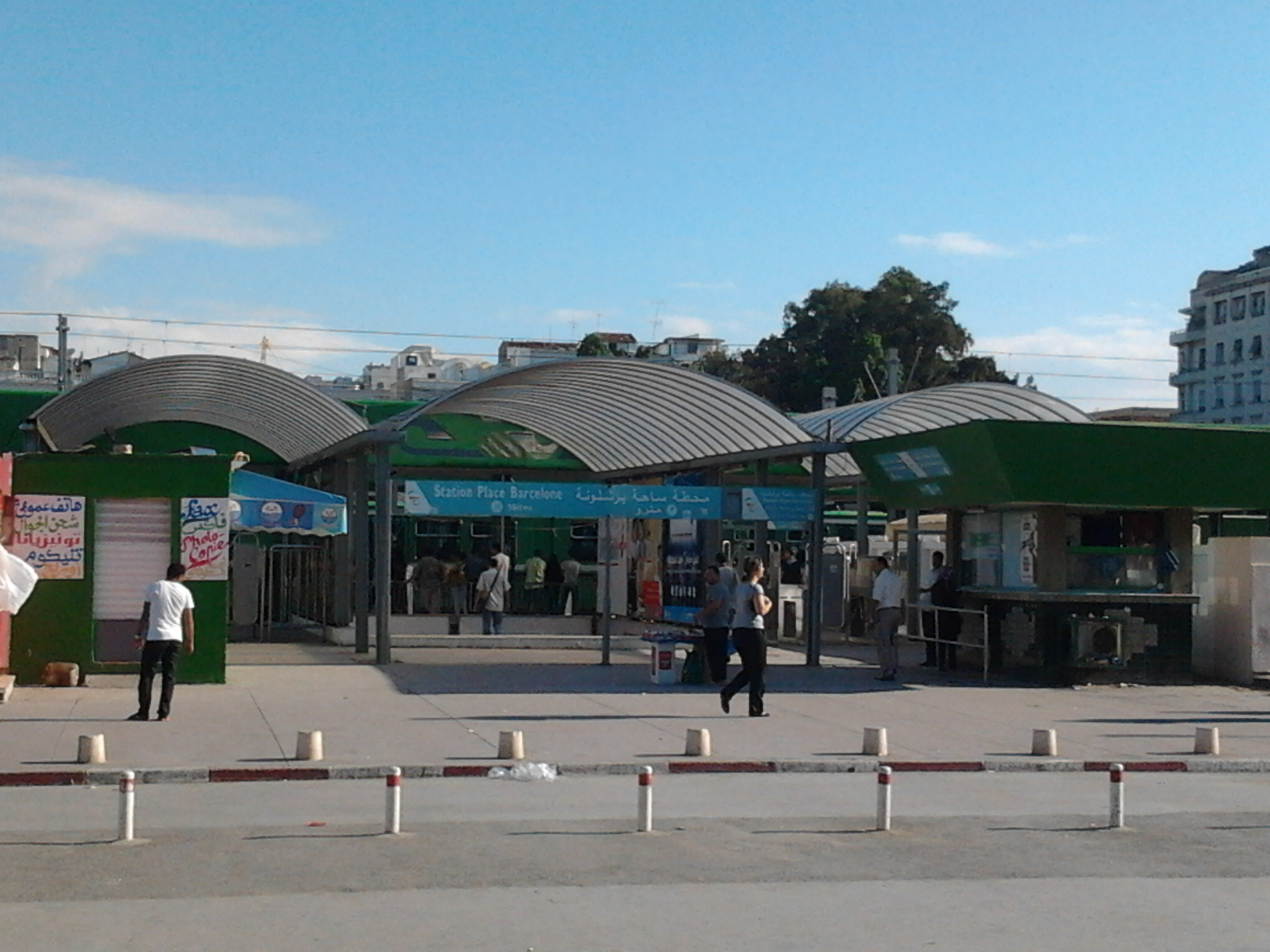
Station du métro
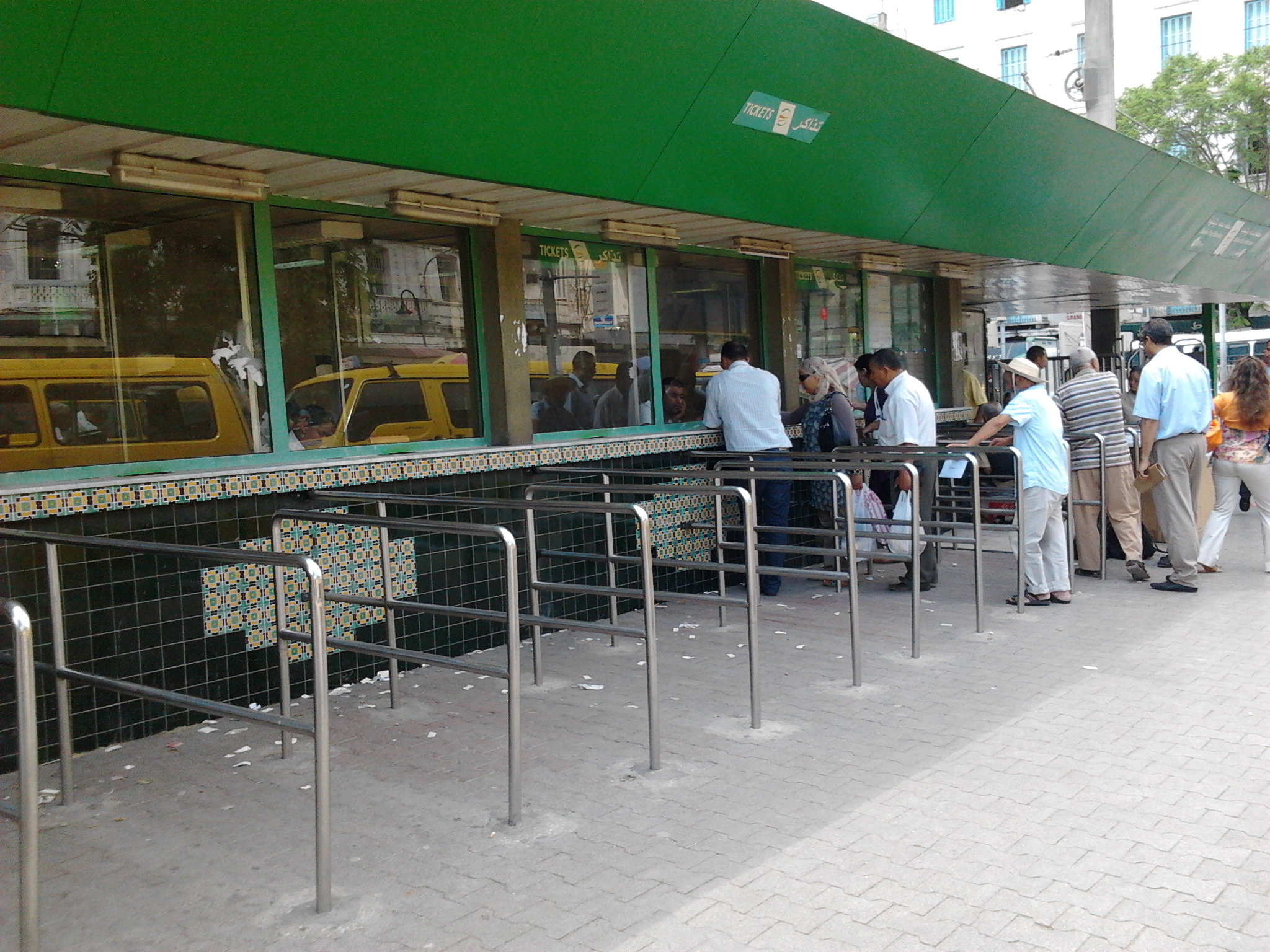
Guichets du métro
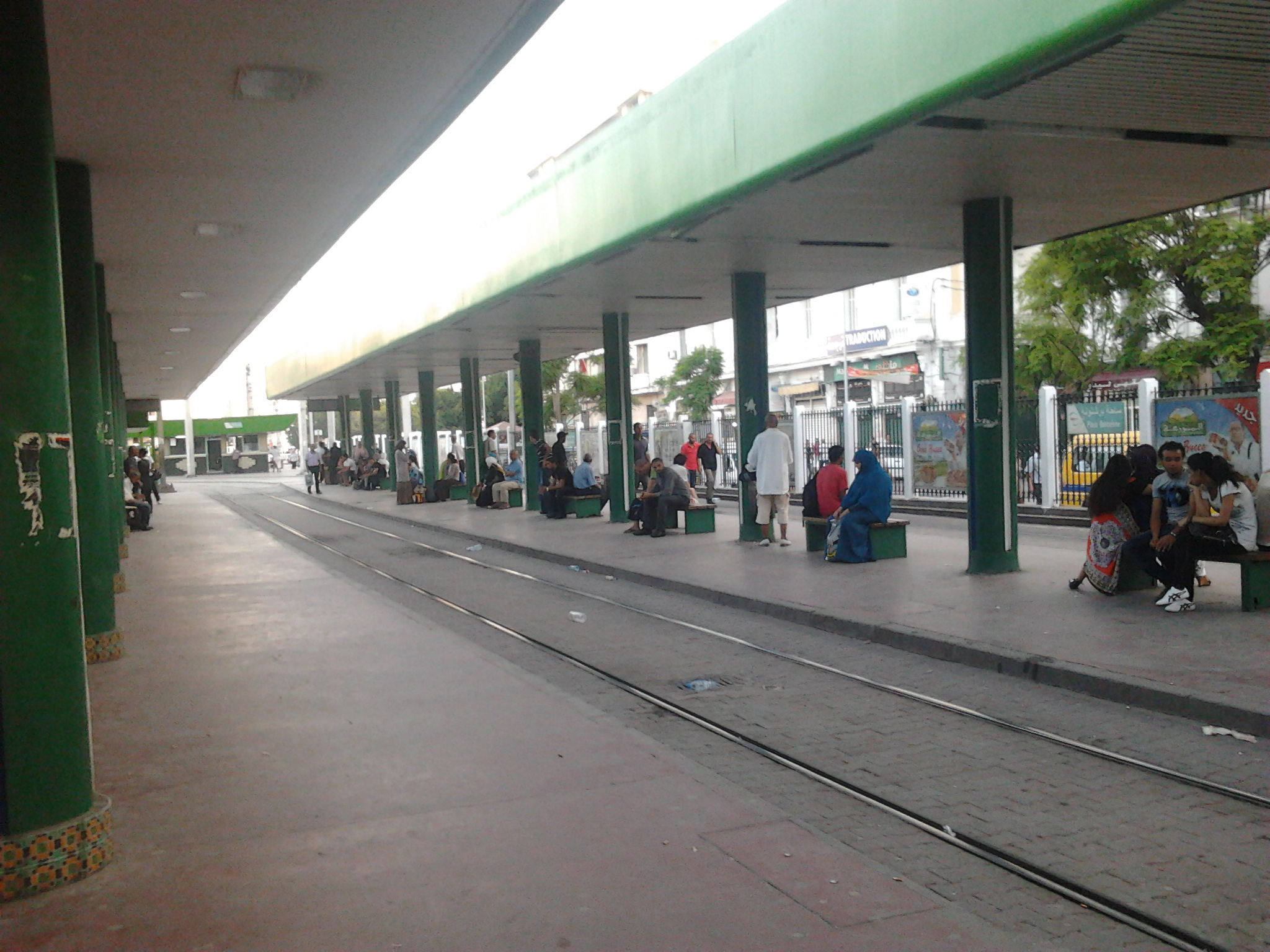
Un des deux quais de la station de métro